# Acacia kamerunensis
Acacia kamerunensis är en ärtväxtart som beskrevs av Michel Gandoger. Acacia kamerunensis ingår i släktet akacior, och familjen ärtväxter. Inga underarter finns listade i Catalogue of Life.